# Periphyllus negundinis
Periphyllus negundinis är en insektsart som först beskrevs av Thomas 1878.  Periphyllus negundinis ingår i släktet Periphyllus och familjen långrörsbladlöss. Inga underarter finns listade i Catalogue of Life.